# 村木毅
村木 毅（むらき たけし、1931年10月10日 - 2010年10月15日 ）は日本の医学者（解剖学）、外科医。医学博士。聖マリアンナ医科大学客員教授（解剖学）。臨床漢方医学にも造詣が深く現代漢方医の第一人者とされる。
東京都千代田区出身。1958年東京慈恵会医科大学卒業。同大学第一外科学教室及び解剖学教室を経て、1963年テキサス大学に留学。1964年医学博士（東京慈恵会医科大学）、博士論文の題は　「関東地方日本人環椎の解剖学的研究/関東地方日本人軸椎の解剖学的研究」。 1965年2月横浜市立大学第二外科学教室、1966年4月東邦大学解剖学教室助教授。漢方医学は山田光胤に師事。1969年東京都大田区に村木外科胃腸科を開設。日本東洋医学会漢方専門医。日本外科学会外科専門医、日本消化器病学会消化器専門医、日本消化器外科学会消化器外科専門医。介護支援専門員。労働衛生コンサルタント。観世流名誉師範。

## 主な著書
- 『ステップアップ傷寒論』（源草社、2008年）　ISBN 9784906668618
- 『初心者のための胸・腹部の臨床解剖』（新興医学出版社、1983年） ISBN 9784880020334
- 『診断のための胃腸臨床解剖』（篠原出版、1977年）

- 『鎧の中の日本人』　村木幹待(ペンネーム)〈三交社、1975年〉ASIN B000J9F2J6
- 『浮いたか瓢箪』　村木泰仁(ペンネーム)〈近代文芸社、1992年〉ISBN 4773312173
- 『「ノー」と言わない能』　村木泰仁〈ハリオ研究所、1993年〉ISBN 4990010159

## 主な発表論文
- 『古書から見た吉益東洞流の腹診』(月刊　漢方療法 Vol.5 No.9 2001/12)
- 『癌診断と治療の最新情報　癌の俯瞰概説と悲観的立場から』 (人間の医学 33巻2号 1997)
- 『NUD(Non-ulcer Dyspepsia)の漢方療法　漢方薬剤について』 (新薬と臨床 46巻4号 1997)
- 『漢方医学の「胸脇」とはどこをいうのか　臨床解剖としての一考察』 (日本医事新報 3739号 1995)
- 『NUD(Non-ulcer dyspepsia)の漢方療法について 特に腹証について)』 (日本東洋医学雑誌 44巻2号 1993)
- 『「治癒の質」と東洋医学について』 (日本東洋医学雑誌 43巻3号 1993)
- 『ヒト尿由来上皮細胞成長因子(MG 111)の胃酸分泌および胃粘膜防御因子に対する影響診断と治療』 (診断と治療 80巻12号 1992)
- 『エキス剤を活用した漢方薬の使い方〈プライマリーケアにおける使い方〉 急性腹症』 (臨床と薬物治療 11巻3号 1992)
- 『胃潰瘍症と漢方』(漢方診療 9巻5号 1990)
- 『アルキルチアゾリルアゾジエチルアミノフェノール誘導体の組織中の金属に対する染色性』 (微量金属代謝:その異常と治療14号 1986)
- 『金属組織化学におけるピリジルアゾフェノール類縁体の染色性とブロモピリジルアゾジエチルアミノフェノールによる染色』 (微量金属代謝:その異常と治療12号 1984)
- 『膵外分泌部の細胞』 (細胞 16巻10号 1984)
- 『腎の形態学』 (小児内科 6巻7号 1984)
- 『Phrynosoma douglassi(ツノトカゲ)舌についての組織学的研究』 (歯学 71巻2号 1983)